# Мервін Вентворт
Мервін Вентворт (англ. Marvin Wentworth, нар. 24 січня 1904, Грімсбі — пом. 10 жовтня 1982) — канадський хокеїст, що грав на позиції захисника.
Володар Кубка Стенлі. Провів понад 600 матчів у Національній хокейній лізі. 

## Ігрова кар'єра
Хокейну кар'єру розпочав 1922 року.
Протягом професійної клубної ігрової кар'єри, що тривала 15 років, захищав кольори команд «Чикаго Блек Гокс», «Монреаль Марунс» та «Монреаль Канадієнс».
Загалом провів 610 матчів у НХЛ, включаючи 35 ігор плей-оф Кубка Стенлі.

## Нагороди та досягнення
- Володар Кубка Стенлі в складі «Монреаль Марунс» — 1935.
- Друга команда всіх зірок НХЛ — 1935.
- Учасник матчу усіх зірок НХЛ — 1937.

## Статистика
| Сезон        | Клуб                    | Ліга         | Регулярний сезон | Регулярний сезон | Регулярний сезон | Регулярний сезон | Регулярний сезон | Плей-оф | Плей-оф | Плей-оф | Плей-оф | Плей-оф |
| Сезон        | Клуб                    | Ліга         | І                | Г                | П                | О                | ШХ               | І       | Г       | П       | О       | ШХ      |
| ------------ | ----------------------- | ------------ | ---------------- | ---------------- | ---------------- | ---------------- | ---------------- | ------- | ------- | ------- | ------- | ------- |
| 1922–23      | «Грімсбі Лайонс»        | ОХА          | —                | —                | —                | —                | —                | —       | —       | —       | —       | —       |
| 1923–24      | «Гамільтон Дж. Тайгерс» | ОХА          | —                | —                | —                | —                | —                | —       | —       | —       | —       | —       |
| 1924–25      | «Брантфорд Лайонс»      | ОХА          | —                | —                | —                | —                | —                | —       | —       | —       | —       | —       |
| 1925–26      | «Віндзор Горнетс»       | ОХА          | 20               | 6                | 5                | 11               | 9                | —       | —       | —       | —       | —       |
| 1926–27      | «Чикаго Кардіналс»      | АХА          | 34               | 8                | 4                | 12               | 40               | —       | —       | —       | —       | —       |
| 1927–28      | «Чикаго Блек Гокс»      | НХЛ          | 43               | 5                | 5                | 10               | 31               | —       | —       | —       | —       | —       |
| 1928–29      | «Чикаго Блек Гокс»      | НХЛ          | 44               | 2                | 1                | 3                | 44               | —       | —       | —       | —       | —       |
| 1929–30      | «Чикаго Блек Гокс»      | НХЛ          | 37               | 3                | 4                | 7                | 28               | —       | —       | —       | —       | —       |
| 1930–31      | «Чикаго Блек Гокс»      | НХЛ          | 44               | 4                | 4                | 8                | 12               | 9       | 1       | 1       | 2       | 14      |
| 1931–32      | «Чикаго Блек Гокс»      | НХЛ          | 48               | 3                | 10               | 13               | 30               | 2       | 0       | 0       | 0       | 0       |
| 1932–33      | «Монреаль Марунс»       | НХЛ          | 47               | 4                | 10               | 14               | 48               | 2       | 0       | 1       | 1       | 0       |
| 1933–34      | «Монреаль Марунс»       | НХЛ          | 48               | 2                | 5                | 7                | 31               | 4       | 0       | 2       | 2       | 2       |
| 1934–35      | «Монреаль Марунс»       | НХЛ          | 48               | 4                | 9                | 13               | 28               | 7       | 3       | 2       | 5       | 0       |
| 1935–36      | «Монреаль Марунс»       | НХЛ          | 48               | 4                | 5                | 9                | 24               | 3       | 0       | 0       | 0       | 0       |
| 1936–37      | «Монреаль Марунс»       | НХЛ          | 43               | 3                | 4                | 7                | 29               | 5       | 1       | 0       | 1       | 0       |
| 1937–38      | «Монреаль Марунс»       | НХЛ          | 48               | 4                | 5                | 9                | 32               | —       | —       | —       | —       | —       |
| 1938–39      | «Монреаль Канадієнс»    | НХЛ          | 45               | 0                | 3                | 3                | 12               | 3       | 0       | 0       | 0       | 4       |
| 1939–40      | «Монреаль Канадієнс»    | НХЛ          | 32               | 1                | 3                | 4                | 6                | —       | —       | —       | —       | —       |
| Усього в НХЛ | Усього в НХЛ            | Усього в НХЛ | 575              | 39               | 68               | 107              | 355              | 35      | 5       | 6       | 11      | 20      |